# Parphia
Parphia, en ocasiones erróneamente denominado Parfia, es un género de foraminífero bentónico de la familia Usloniidae, de la superfamilia Parathuramminoidea, del suborden Fusulinina y del orden Fusulinida. Su especie tipo es Cribrosphaeroides (Parphia) robusta. Su rango cronoestratigráfico abarca desde el Frasniense hasta el Fameniense (Devónico superior).

## Discusión
Clasificaciones más recientes incluirían Parphia en el suborden Parathuramminina, del orden Parathuramminida, de la subclase Afusulinina y de la clase Fusulinata.

## Clasificación
Parphia incluye a la siguiente especie:
- Parphia robusta †